# Masalia tamburensis
Masalia tamburensis är en fjärilsart som beskrevs av Roland Lee Seymour 1972. Masalia tamburensis ingår i släktet Masalia och familjen nattflyn. Inga underarter finns listade i Catalogue of Life.